# Tatovi koles
Tatovi koles (italijansko Ladri di biciclette) je italijanski črno-beli socialno-realistični dramski film iz leta 1948, ki ga je režiral Vittorio De Sica. Zgodba prikazuje revnega očeta, ki v povojnem Rimu išče svoje ukradeno kolo, brez katerega bi izgubil službo, s katero preživlja svojo mlado družino. Scenarij je napisal Cesare Zavattini po istoimenskem romanu Luigija Bartolinija, v glavnih vlogah nastopata Lamberto Maggiorani kot obupani oče in Enzo Staiola kot njegov mladi sin.
Film je bil premierno prikazan 24. novembra 1948 v italijanskih kinematografih. Naletel je na dobre ocene kritikov, ki so ga nagradili s številnimi nagradami, tudi s častnim oskarjem za najboljši tujejezični film leta 1950, leta 1952 pa je bil v anketi revije Sight & Sound med filmarji in filmski kritiki izbran za najboljši film vseh časov. Petdeset let kasneje se je v podobni anketi iste revije uvrstil na šesto mesto najboljših filmov vseh časov, v podobni anketi leta 2012 pa na 33. mesto med kritiki in 10. mesto med režiserji. Filmska televizija Turner Classic Movies ga je označila za enega najvplivnejših filmov v zgodovini in velja za pomemben del klasične kinematografije. Na svetovni razstavi leta 1958 se je uvrstil na tretje mesto prestižnega seznama Bruxelles 12, leta 2010 pa na četrto mesto lestvice najboljših filmov v zgodovini kinematografije revije Empire. Ministrstvo za kulturne spomenike in dejavnosti in za turizem Italijanske republike ga je uvrstilo med sto italijanskih filmov, posnetih med letoma 1942 in 1978, ki jih je potrebno ohraniti.

## Vloge
- Lamberto Maggiorani kot Antonio Ricci
- Enzo Staiola kot Bruno Ricci
- Lianella Carell kot Maria Ricci
- Gino Saltamerenda kot Baiocco
- Vittorio Antonucci kot Alfredo Catelli
- Giulio Chiari kot berač
- Elena Altieri kot dobrodelna gospa
- Carlo Jachino kot berač
- Michele Sakara kot tajnik dobrodelne organizacije
- Emma Druetti
- Fausto Guerzoni kot amaterski igralec
- Giulio Battiferri kot moški, ki zaščiti tatu (ni naveden v filmu)
- Ida Bracci Dorati kot La Santona (ni navedena v filmu)
- Nando Bruno (ni naveden v filmu)
- Eolo Capritti (ni naveden v filmu)
- Memmo Carotenuto (ni naveden v filmu)
- Giovanni Corporale (ni naveden v filmu)
- Sergio Leone kot a študent (ni naveden v filmu)
- Mario Meniconi kot Meniconi (ni naveden v filmu)
- Massimo Randisi kot bogati otrok v restavraciji (ni naveden v filmu)
- Checco Rissone kot stražar (ni naveden v filmu)
- Peppino Spadaro policist (ni naveden v filmu)
- Umberto Spadaro (ni naveden v filmu)